# Inadiatafane
Inadiatafane is een gemeente (commune) in de regio Timboektoe in Mali. De gemeente telt 3600 inwoners (2009).